# Chancelade
Chancelade – miejscowość i gmina we Francji, w regionie Nowa Akwitania, w departamencie Dordogne.
Według danych na rok 1990 gminę zamieszkiwało 3718 osób, a gęstość zaludnienia wynosiła 229 osób/km² (wśród 2290 gmin Akwitanii Chancelade plasuje się na 115. miejscu pod względem liczby ludności, natomiast pod względem powierzchni na miejscu 692.).